# Бешам
Беша́м (фр. Béchamps) — коммуна во французском департаменте Мёрт и Мозель, региона Лотарингия. Относится к  кантону Конфлан-ан-Жарнизи.

## География
Бешам расположен в 34 км к западу от Меца и в 70 км к северо-западу от Нанси. Соседние коммуны: Муавиль на востоке, Ланьер и Рувр-ан-Воэвр.

## Демография
Население коммуны на 2010 год составляло 84 человека.
| 1962 | 1968 | 1975 | 1982 | 1990 | 1999 | 2010 |
| ---- | ---- | ---- | ---- | ---- | ---- | ---- |
| 129  | 104  | 93   | 80   | 83   | 79   | 84   |